# سعید قاسمی‌نژاد
سعید قاسمی‌نژاد فعال دانشجویی، دبیرکل دانشجویان و دانش آموختگان لیبرال ایران و مدیر مرکز ایرانی مطالعات لیبرالیسم است. او همچنین عضو پیوسته پژوهشی و مشاور ارشد امور ایران در بنیاد دفاع از دموکراسی‌ها (اف‌دی‌دی) در واشینگتن دی سی آمریکاست. او عضو شورای سیاستگذاری فصلنامه فریدون است.
قاسمی نژاد لیسانس و فوق لیسانس خود را در مهندسی عمران و مهندسی ترابری از دانشگاه تهران اخذ کرد. او هنگام تحصیل در ایران، درگیر فعالیت‌های دانشجویی بود. در تاریخ ۲۵ خرداد ۱۳۸۲ به مدت ۲۰ روز را در بند ۳۲۵ زندان اوین در سلول انفرادی از سوی حفاظت اطلاعات زندان بازداشت گردید. اتهامات وی اغتشاش و اخلال در نظم عمومی عنوان شده است.
دادگاه انقلاب وی را در ۱۷ شهریورماه ۱۳۸۶به جرم اقدام علیه امنیت ملی از طریق تحریک به اغتشاش به دو سال حبس محکوم کرد. تعدادی از دانشجویان بازداشت شده از جمله قاسمی‌نژاد و پیمان عارف مجبور شدند اعترافات اجباری انجام دهند.
قاسمی نژاد در رشته‌های توسعه پایدار در ساخت و ساز و شهری و علوم مالی در مقطع فوق لیسانس ادامه تحصیل داد. او تحصیلاتش در دوره دکترای علوم مالی را در باروک کالج نیویورک ادامه می‌دهد. سعید در زمینه مهندسی عمران به عنوان مهندس طراح و مدیر پروژه در پروژه‌های بزرگ راه و فرودگاه در ایران فعالیت کرد. در فرانسه همزمان با ادامه تحصیلش به عنوان محقق در زمینه مهندسی ژئوتکنیک مشغول به کار شد، وی سابقه همکاری با شرکتهای سرمایه‌گذاری و بیمه را نیز در کارنامه کاری خود دارد.
قاسمی‌نژاد از مؤسسان و سخنگوی گروه دانشجویان و دانش‌آموختگان لیبرال ایران بوده است. این گروه در انتخابات ریاست جمهوری ۱۳۸۸ ایران از مهدی کروبی حمایت کرد. او در اردیبهشت ۱۳۹۸ به عنوان یکی از چهار عضو شورای مشاوران سازمان سیاسی فرشگرد اعلام شد. قاسمی‌نژاد از پیمانکاران وزارت امور خارجه آمریکا در پروژه ایران دیس اینفو در زمان ریاست جمهوری دونالد ترامپ بود.
از قاسمی‌نژاد مقالاتی به زبان فارسی در روز آنلاین ادوار نیوز، بامداد خبر، چراغ آزادی منتشر گردیده است. همچنین وی به عنوان تحلیلگر دربارهٔ موضوعات مرتبط با سیاست و اقتصاد ایران با رسانه‌های دیداری و شنیداری مختلف ایرانی و خارجی از جمله تلویزیون صدای آمریکا، فرانس ۲۴، رادیو بین‌المللی فرانسه، رادیو فردا، تلویزیون بی‌بی‌سی فارسی، رادیو زمانه، رادیو دویچه وله … مصاحبه داشته است.
جاناتان کورنیکوس سخنگوی سابق نیروهای دفاعی اسرائیل در مصاحبه‌ای با سی‌ان‌ان در اکتبر ۲۰۲۴، از قاسمی‌نژاد به عنوان یکی از کارشناسان اف‌دی‌دی یاد کرد که در تهیه نقشه اهداف در ایران  در حمله احتمالی اسرائیل  به این کشور نقش داشته‌اند. 

## دیدگاه‌ها
در سال ۱۴۰۰، قاسمی‌نژاد ایده‌پرداز تشکیل جمعی به نام «انجمن شهریار» با ایده «نوپهلوی‌گرایی» شد. به اعتقاد او این ایده دارای مشخصه‌های آزادی‌گستری، واقع‌گرایی، ایران‌گرایی و توسعه‌محوری است. او فرم حکومتی پادشاهی را «بسیار بهتر و موثرتر» از جمهوری می‌داند.
او نسبت به ایده سانترالیسم دموکراتیک ولادیمیر لنین ابراز علاقه کرده و از آگوستو پینوشه دیکتاتور سابق شیلی با عنوان «عزیز سفرکرده که شیلی را … نجات داد و از سالوادور آلنده بسیار بهتر بود» یاد کرده است. آلنده رئیس‌جمهور سوسیالیست و منتخب دموکراتیک مردم شیلی بود که در کودتایی با حمایت سیا به دست پینوشه سرنگون‌شد.